# マルクス・ウァレリウス・メッサッラ・コルウィヌス
マルクス・ウァレリウス・メッサッラ・コルウィヌス（ラテン語: Marcus Valerius Messalla Corvinus、紀元前64年ごろ - 8年ごろ）は、共和政ローマ末期の人物。紀元前31年にコンスル・スフェクトゥス（補充執政官）を務めた。

## 経歴
若い頃、ホラティウスと若い小キケロとともにアテネに遊学する。根っからの共和主義者であったが、自らの信条を語りすぎることはなかったので、オクタウィアヌスとの対立は避けることができた。
紀元前43年の大粛清で彼もまた処罰者の対象となったが、逃亡に成功、マルクス・ユニウス・ブルトゥスとガイウス・カッシウス・ロンギヌスのもとに走った。しかしピリッピの戦いで両名とも戦死すると、今度はマルクス・アントニウスのもとへ行く。しかし途中でオクタウィアヌスを支持する事になる。紀元前31年に今やローマと敵対したアントニウスの代わりにコンスルに選ばれ、そしてアクティウムの海戦に従軍。その後プロコンスル（前執政官）権限で、 シリア属州、続いてガリア・アクィタニア属州総督を務める。ガリアでの戦いでの功績により紀元前27年に凱旋式の敢行を許された。
彼はまたローマ皇帝となったオクタウィアヌスに「国家の父」の称号を授けられるべきだと身上した。しかしながら、それは本来彼の政治的信条とは相容れないものだったので、その後たった6日間の任期で首都長官の地位を辞した。
その後、公共建築物の建造、街道の修復などに率先して進める。そして文学でも彼の影響は大きく、ガイウス・マエケナスの影響で、自らの文学サロンを催した。その中にはティブッルス、オウィディウスなどの交流もあり、とくにオウィディウスからは自らの作品を後押ししてくれた賛辞を贈られている。また彼自身も自らで文学作品を記していたが、現存していない。しかしその多くは、スエトニウス、プルタルコスのようなのちの歴史家・詩人によって引用されている。